# Walter Kotz
Walter Kotz (* 19. August 1911; † unbekannt) war ein deutscher Fußballspieler.

## Karriere
Kotz gehörte als flexibel einsetzbarer Defensiv-Allrounder den Stuttgarter Kickers an, für die er von 1930 bis 1932 in den vom Süddeutschen Fußball-Verband ausgetragenen Meisterschaften in der Bezirksliga Württemberg/Baden, Gruppe Württemberg Punktspiele bestritt.
Zur Saison 1932/33 wechselte er zum Ligakonkurrenten VfB Stuttgart, für den er eine Saison lang in der Bezirksliga Württemberg/Baden, Gruppe Württemberg spielte. Von 1933 bis 1945 kam er in der Gauliga Württemberg, in einer von zunächst 16, später auf 23 aufgestockten Gauligen zur Zeit des Nationalsozialismus als einheitlich höchste Spielklasse im Deutschen Reich zum Einsatz, wobei die letzte Saison kriegsbedingt nicht mehr zum Abschluss gekommen ist.
Während seiner Vereinszugehörigkeit gewann er viermal die Gaumeisterschaft und nahm infolgedessen an der Endrunde um die Deutsche Meisterschaft 1934/35, 1936/37 und 1937/38 teil. Er wurde in den ersten beiden Spielen der Gruppe D und im Finale eingesetzt, das am 23. Juni 1935 in Köln gegen den FC Schalke 04 in einer torreichen Begegnung mit 4:6 verloren wurde. Zwei Jahre später bestritt er fünf von sechs Spielen in der Gruppe C sowie das am 6. Juni 1937 mit 2:4 gegen den FC Schalke 04 verlorene Halbfinale und das am 20. Juni 1937 mit 1:0 gegen den Hamburger SV gewonnene Spiel um Platz 3. In der Folgesaison bestritt er erneut alle Spiele der Gruppe C  und schied als Drittplatzierter aus dem Wettbewerb aus.
Im nationalen Pokalwettbewerb für Vereinsmannschaften, um den Tschammerpokal, kam er von 1936 bis 1938, 1940 und 1942 in insgesamt zwölf Spielen zum Einsatz, aber nie über das Viertelfinale, das er einzig am 14. November 1937 erreichte, hinaus.
Nach dem Ende des Zweiten Weltkriegs absolvierte er in der seit 1945 und als erste in Deutschland neu eingeführten Oberliga Süd noch sieben Punktspiele für den VfB Stuttgart, ehe er 1947 seine Karriere beendete.

## Erfolge
- Süddeutscher Meister 1946
- Dritter der Deutschen Meisterschaft 1937
- Zweiter der Deutschen Meisterschaft 1935
- Gaumeister Württemberg 1935, 1937, 1938, 1943